# Jason Robards
Jason Nelson Robards, Jr. (født 26. juli 1922 i Chicago, Illinois, USA, død 26. december 2000 i Bridgeport, Connecticut, USA) var en amerikansk filmskuespiller.
Han var ledende Broadway-skuespiller fra 1956, og filmdebuterede i 1959. På film har han medvirket i The St. Valentine's Day Massacre (Chicago-massakren, 1967; som Al Capone), Hour of the Gun (Seksløberens time, 1967), Once Upon a Time in the West (Vestens hårde halse, 1968), All the President's Men (Alle præsidentens mænd, 1976; birolle-Oscar) og Julia (1977; som Dashiell Hammett). Han spillede milliardæren Howard Hughes i Melvin and Howard (Melvin og Howard, 1980).